# جيرزي تريلا
جيرزي تريلا (بالبولندية: Jerzy Trela)‏ هو ممثل بولندي، ولد في 14 مارس 1942 في لنجة ‏ في بولندا. من الجوائز التي نالها ميدالية الاستحقاق للثقافة ‏.

## أعمال

### أفلام
- (1983) دانتون[7]
- (1994)  أبيض
- (2013) ايدا[8][9]

## جوائز
- ميدالية الاستحقاق للثقافة [الإنجليزية]‏
- نيشان الاستحقاق الثقافي البولندي [الإنجليزية]‏

## وصلات خارجية
- جيرزي تريلا على موقع IMDb (الإنجليزية)
- جيرزي تريلا على موقع ألو سيني (الفرنسية)
- جيرزي تريلا على موقع أول موفي (الإنجليزية)
- جيرزي تريلا على موقع قاعدة بيانات الأفلام السويدية (السويدية)
- جيرزي تريلا على موقع ديسكوغز (الإنجليزية)
- جيرزي تريلا على موقع قاعدة بيانات الفيلم (الإنجليزية)
- جيرزي تريلا على موقع كينوبويسك (الروسية)